# RM Re 456
De Re 456 is een elektrische locomotief bestemd voor het regionaal personenvervoer door de Regionalverkehr Mittelland (RM). Sinds 2006 onderdeel van BLS AG. 

## Geschiedenis
De locomotief werd in de jaren 1980 ontworpen en gebouwd door Schweizerische Lokomotiv- und Maschinenfabrik (SLM) en Asea Brown Boveri (ABB) ter vervanging van oudere tractievoertuigen. 
Na fusie van RM en BLS werden deze locomotieven eigendom van BLS AG. Een geplande verkoop van de oorspronkelijk tot de VHB behorende locomotieven ging niet door. De locomotieven worden sinds 2006 verhuurd aan Südostbahn (SOB).

## Constructie en techniek
De locomotieven zijn opgebouwd met een lichtstalen frame. De locomotief is voorzien van GTO thyristors gestuurde driefasige asynchrone motoren. De techniek werd ook gebruikt bij de in 1989 ontwikkelde en gebouwde locomotieven voor de Sihltal-Zürich-Uetliberg-Bahn (SZU) van het type Re 456, locomotieven voor de Südostbahn (SOB) van het type Re 456 en locomotieven voor de Regionalverkehr Mittelland (RM) van het type Re 456. 

### Nummers
- Re 456 142-143 (1993), sinds 2005 aan de Südostbahn (SOB).